# Filipa Carmo da Silva
Filipa Carmo da Silva, beter bekend onder haar artiestennaam Filipa, is een Zuid-Afrikaans zangeres.

## Biografie
Filipa begon met het plaatsen van covers op muziekplatforms. Ze won een covernummerscompetitie van Ryan Seacrest voor haar versie van Story of My Life van One Direction. Met een op Pearl Harbor gebaseerde muziekvideo geregisseerd door Kyle White eindigde ze boven Jedward en Josh Levi.
Vanaf dat moment werkte Filipa met songwriters en producers in de Verenigde Staten, waaronder Pam Sheyne. Met Sheyne maakte ze samen het nummer Little White Lie dat werd uitgebracht in 2016.
Door het tijdschrift Glamour werd Filipa uitgeroepen tot Women of the Year Next Big Thing Award. Door Cosmopolitan werd ze benoemd tot Awesome Women. In 2019 bracht ze de single Rather Be Single uit.
Door de Portugese televisie- en radiozender RTP werd Filipa geselecteerd om mee te doen Festival da Canção 2024, de Portugese voorselectie voor het Eurovisiesongfestival 2024. Op 18 januari 2024 werd bekend dat Filipa aantrad met het nummer You Can't Hide. Filipa trad op 2 maart 2024 aan in de tweede halve finale van waaruit ze niet wist door te stoten tot aan de finale.

## Discografie

### Ep's
- 2022: Lose Yourself

### Singles
- 2016: Little White Lie
- 2017: Truth, Lies & Boys
- 2018: Good Behaviour
- 2019 I'd Rather Be Single
- 2019: 7th Floor
- 2020: Do Something
- 2022: No Words
- 2022: The Joke's On You
- 2024: You Can't Hide